# 1989 في سويسرا
فيما يلي قوائم الأحداث التي وقعت خلال عام 1989 في سويسرا.

## رياضة
- 1 يناير – نهائي كأس الكؤوس الأوروبية 1989

## مواليد

### يناير
- 4 يناير – كريم حسين منافِس أوليمبي سويسري.
- 8 يناير – فابيان فري لاعب كرة قدم سويسري.
- 28 يناير – سييم دي جونغ لاعب كرة قدم هولندي.

### فبراير
- 4 فبراير – جويللاومي كاتز لاعب كرة قدم سويسري.

### مارس
- 1 مارس – ميخائيل بيرير لاعب كرة قدم سويسري.
- 10 مارس – ستيفاني هاينزمان مغنية سويسرية.
- 24 مارس – دافيد موسير لاعب كرة قدم سويسري.
- 28 مارس – ميشيل افانزينى لاعب كرة قدم سويسري.

### أبريل
- 5 أبريل – جوناثان روسيني لاعب كرة قدم سويسري.
- 12 أبريل – فالنتين شتوكر لاعب كرة قدم سويسري.
- 25 أبريل – جايسون ليوتويلر لاعب كرة قدم سويسري.
- 30 أبريل – سيهان يلديز لاعب كرة قدم تركي.

### مايو
- 4 مايو – ميخائيل كازانوفا لاعب كرة قدم.
- 7 مايو – توبياس مولر لاعب كرة قدم سويسري.
- 17 مايو – ميتشيل مورغانيلا لاعب كرة قدم سويسري.
- 18 مايو – كارولين مولر لاعبة كرة قدم.
- 28 مايو – سيباستيان رايشنباخ دراج سويسري.

### يونيو
- 8 يونيو – تيميا باشينسكي لاعبة كرة مضرب سويسرية.

### يوليو
- 7 يوليو – كريستوفر رازيس

### سبتمبر
- 5 سبتمبر – كاترينا غراهام

### نوفمبر
- 24 نوفمبر – ماريو غافرانوفيتش لاعب كرة قدم سويسري.

## وفيات

### فبراير
- 28 فبراير – هرمان بورجر (مواليد 1942) كاتب سويسري.

### مارس
- 27 أبريل – مارسيل جيه. إي. غولي (مواليد 1902)

### أبريل
- 27 أبريل – مارسيل جيه. إي. غولي (مواليد 1902)

### مايو
- 9 مايو – كارل برونر (مواليد 1916) عالم اقتصاد سويسري.